# Фенин, Лев Александрович
Лев Алекса́ндрович Фе́нин (5 ноября 1886 — 18 ноября 1952) — русский и советский актёр театра и кино. Заслуженный деятель искусств РСФСР (1935).

## Биография
Лев Фенин родился 15 ноября 1886 года. Учился на юридическом факультете Петербургского университета, окончил учёбу в 1908 году. Одновременно с учёбой в университете учился искусству актёра у Ю. М. Юрьева и В. Н. Давыдова, пению у И. В. Тартакова.
Впервые на сцену вышел ещё в 1904 году, в театре В. Ф. Комиссаржевской в Санкт-Петербурге. Впоследствии, в 1909—1917 годах работал в театре «Кривое зеркало». В 1920 году оказался в Крыму, где участвовал в представлениях севастопольского театра-кабаре «Гнездо перелётных птиц» вместе с Аркадием Аверченко, Еленой Бучинской (дочерью Тэффи) и другими. С 1922 по 1937 годы служил в Московском камерном театре.
Член КПСС с 1946 года. Избирался депутатом Краснопресненского райсовета Москвы (1935—1939), Московского городского совета депутатов трудящихся (1939—1947).
Скончался 18 ноября 1952 года.

## Признание и награды
- орден «Знак Почёта» (01.02.1939)
- медаль «За доблестный труд в Великой Отечественной войне 1941—1945 гг.»[1]
- Заслуженный деятель искусств РСФСР (1935).

## Творчество

### Роли в театре
- «Любовь под вязами» О’Нила — старик Кабот
- «Жирофле-Жирофля» Лекока — Мурзук
- «Розита» Глебы — Король
- «День и ночь» Лекока — Брозерио
- «Сирокко» Половинкина — Рист
- «Опера нищих» Брехта и Вейля — Пичем
- «Неизвестные солдаты» Первомайского — Пивоваров
- «Египетские ночи» — Цезарь

### Роли в кино
1. 1927 — Дон Диего и Пелагея — приятель начальника участка службы путей
2. 1928 — Ледяной дом — генерал Ушаков
3. 1928 — Хромой барин — Ваня Образцов
4. 1934 — Живой бог — Фарах-Шо
5. 1934 — Петербургская ночь — помещик
6. 1938 — Александр Невский — епископ
7. 1938 — Борьба продолжается — Руквит, директор завода
8. 1938 — Выборгская сторона — эпизод
9. 1939 — Минин и Пожарский — поручик Шмидт
10. 1940 — Гибель «Орла» — белогвардейский генерал
11. 1947 — Миклухо-Маклай — губернатор
12. 1947 — Весна — актёр
13. 1948 — Молодая гвардия — Тюленин-отец
14. 1949 — Константин Заслонов — Гаммер
15. 1949 — Встреча на Эльбе — эпизод
16. 1950 — В мирные дни — иностранный адмирал
17. 1950 — Мусоргский — Карцев
18. 1950 — Секретная миссия — Люнес
19. 1951 — Спортивная честь — священник
20. 1952 — Садко — предводитель варягов
21. 1953 — Адмирал Ушаков — Роберт Энсли